# Monte Duff

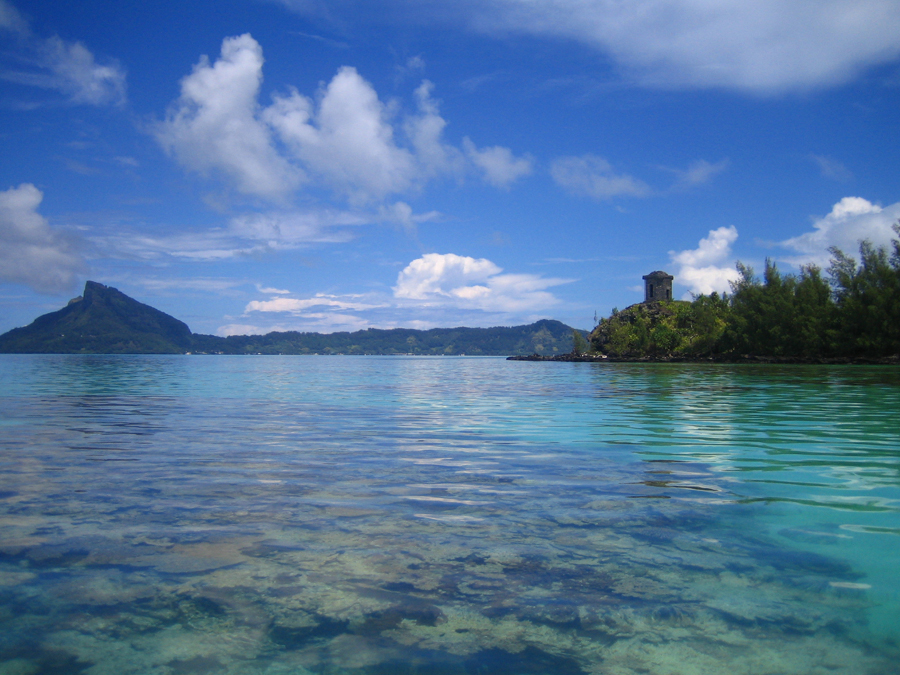
O Monte Duff visto ao fundo.

O Monte Duff é o ponto mais alto da ilha de Mangareva, pertencente ao arquipélago de Gambier, na Polinésia Francesa, com 441 m de altitude. Este monte é também chamado de Auorotini na língua mangareviana.